# Leiochrides andamanus
Leiochrides andamanus är en ringmaskart som beskrevs av Green 2002. Leiochrides andamanus ingår i släktet Leiochrides och familjen Capitellidae. Inga underarter finns listade i Catalogue of Life.